# Ophiocamax austera
Ophiocamax austera is een slangster uit de familie Ophiacanthidae.
De wetenschappelijke naam van de soort werd in 1899 gepubliceerd door Addison Emery Verrill.